# David Hirschfelder
David Hirschfelder (* 18. November 1960 in Ballarat, Victoria) ist ein australischer Musiker und Komponist von Filmmusik. 1997 und 1999 war er in der Kategorie Beste Filmmusik für einen Oscar nominiert.

## Leben
David Hirschfelder wuchs in Ballarat in der Nähe von Melbourne auf. Schon im Alter von vier Jahren lernte er Klavier spielen. Später zog er nach Melbourne und gründete dort die Jazz-Band Pyramid, mit der er 1983 beim Montreux Jazz Festival auftrat. Von 1983 bis 1986 war er Keyboarder der erfolgreichen australischen Rockband Little River Band und arbeitete mit dem Sänger John Farnham zusammen.
Ende der 1980er Jahre entschied Hirschfelder, der mittlerweile einer der erfolgreichsten Musiker in Australien geworden war, sich in Zukunft der Filmmusik zu widmen. Seine Arbeit an dem Dokumentarfilm Suzy’s Story brachte ihm 1987 den Penguin Award ein. Für Strictly Ballroom – Die gegen alle Regeln tanzen aus dem Jahr 1992 wurde Hirschfelder mit dem BAFTA Award in der Kategorie Beste Filmmusik ausgezeichnet. 1997 folgten Nominierungen für Shine – Der Weg ins Licht als Beste Filmmusik bei den Oscars und den Golden Globe Awards.
Für den Film Elizabeth engagierte er 1998 ein 90-köpfiges Orchester und einen 40-köpfigen Chor. Seine Mühen wurden 1999 mit einer erneuten Oscarnominierung und den Auszeichnungen mit einem BAFTA- und einem APRA-Award belohnt. Auch für die Filmmusik von Better than Sex erhielt er einen APRA-Award von der Australian Performing Right Association.
Im Jahr 2000 schrieb Hirschfelder die Musik für die Eröffnungszeremonie der Olympischen Spiele in Sydney. 2008 erhielt er eine Nominierung bei den Satellite Awards für den Film Australia.
Zu seinen zahlreichen Projekten zählen auch Soundtracks für Filme wie Die Truman Show (1998) und Elizabeth – Das goldene Königreich (2007).

## Filmografie (Auswahl)
- 1992: Strictly Ballroom – Die gegen alle Regeln tanzen (Strictly Ballroom)
- 1996: Shine – Der Weg ins Licht (Shine)
- 1998: Elizabeth
- 1998: Sie liebt ihn – sie liebt ihn nicht (Sliding Doors)
- 1999: What Becomes of the Broken Hearted?
- 2000: Aufgelegt! (Hanging Up)
- 2000: Das Gewicht des Wassers (The Weight of Water)
- 2006: Unwiderstehlich (Irresistible)
- 2006: Aquamarin – Die vernixte erste Liebe (Aquamarine)
- 2008: Die Kinder der Seidenstraße (The Children of Huang Shi)
- 2008: Australia
- 2010: Die Legende der Wächter (Legend of the Guardians: The Owls of Ga’Hoole)
- 2011: Sanctum
- 2013: Die Liebe seines Lebens (The Railway Man)
- 2014: Das Versprechen eines Lebens (The Water Diviner)
- 2015: The Dressmaker
- 2016: Bob, der Streuner (A Street Cat Named Bob)
- 2017: Dance Academy – Das Comeback (Dance Academy: The Movie)
- 2019: Ride Like a Girl – Ihr größter Traum (Ride Like a Girl)
- 2024: Sleeping Dogs – Manche Lügen sterben nie (Sleeping Dogs)